# UTC+3
UTC+3 odgovara sljedećim vremenskim zonama:

## Kao standardno vrijeme cijelu godinu

### Istočnoafričko vrijeme
- Džibuti
- Eritreja
- Etiopija
- Kenija
- Komori
- Madagaskar
- Mayotte (Francuska)  i Îles éparses (Bassas da India, otok Europa, Juan de Nova)
- Somalija
- Sudan
- Tanzanija
- Uganda

### Dijelovi Arabije i Srednjeg istoka
- Bahrein
- Irak
- Jemen
- Jordan
- Katar
- Kuvajt
- Saudijska Arabija
- Sirija
- Turska

Napomene:
1. Najzapadnija točka na kojoj se primjenjuje UTC+3 bez ljetnog računanja vremena zapravo je najzapadnija točka Sudana, u Zapadnom Darfuru, na granici s Čadom.
2. Nnajistočnija točka na kojoj se primjenjuje UTC+3 bez ljetnog računanja vremena zapravo je najistočnija točka Saudijske Arabije, u Istočnoj provinciji na granici s Omanom, na geografskoj dužini 55°20' E

## Kao standardno vrijeme (sjeverna hemisfera - zimi)

### Moskovsko vrijeme
- Rusija (većina europskog dijela, uključujući Moskvu, Sankt Peterburg, Rostov na Donu, Novu Zemlju, Zemlju Franje Josipa i sve željezničke pruge kroz Rusiju)

## Kao ljetno vrijeme (sjeverna hemisfera - ljeti)

### Istočnoeuropsko ljetno vrijeme - po pravilimaEST-a
- Bugarska
- Cipar (uključujući Akrotiri i Dhekeliu (UK) i Tursku Republiku Sjeverni Cipar)
- Estonija
- Finska (uključujući Åland)
- Grčka
- Latvija
- Litva
- Moldavija
- Rumunjska
- Ukrajina

### Srednji istok - po različitim pravilima DST-a
- Izrael (Izraelsko standardno vrijeme)
- Libanon
- Palestina (djelomično međunarodno priznanje)

### Po ruskim pravilima DST-a
- Bjelorusija
- Rusija  - Kalinjingradska oblast

Napomene:
1. Najzapadnija točka na kojoj se primjenjuje UTC+3 s ljetnim računanjem vremena zapravo je najzapadnija točka Rusije, bizu Lavryja, Pskovska oblast (27°19' E).
2. Najistočnija točka na kojoj se primjenjuje UTC+3 s ljetnim računanjem vremena je RT Želanija, Nova Zemlja, Rusija (69°06' E).